# Brusturi (Neamț)
Pour les articles homonymes, voir Brusturi.
Brusturi est une commune roumaine du județ de Neamț, dans la région historique de Moldavie et dans la région de développement du Nord-Est.

## Géographie
La commune de Brusturi est située dans le nord du județ, à la limite avec le județ de Suceava, dans les collines subcarpathiques de Moldavie, à 6 km au nord de Târgu Neamț et à 54 km au nord de Piatra Neamț, le chef-lieu du județ.
La municipalité est composée des quatre villages suivants (population en 1992) :
- Brusturi (1 855), siège de la municipalité ;
- Groși ;
- Poiana (767) ;
- Târzia (688).

## Histoire
Jusqu'en 2004, la commune se nommait Brusturi-Drăgănești, mais, à cette date, les villages de Drăgănești, Orțăști, Râșca et Soimărești ont quitté la commune de Brusturi et ont formé la commune de Drăgănești.

## Politique
| Période                                  | Période  | Identité                | Étiquette | Qualité |
| ---------------------------------------- | -------- | ----------------------- | --------- | ------- |
| Les données manquantes sont à compléter. |          |                         |           |         |
|                                          | 2012     | Neculai-Eugen Vrăgitoru | PDL       |         |
| 2012                                     | En cours | Daniel Lozonschi        | PSD       |         |

| Parti | Parti                                      | Sièges |
| ----- | ------------------------------------------ | ------ |
|       | Parti social-démocrate (PSD)               | 6      |
|       | Parti national libéral (PNL)               | 3      |
|       | Alliance des libéraux et démocrates (ALDE) | 2      |
|       | Parti Roumanie unie (UNPR)                 | 2      |

## Religions
En 2002, la composition religieuse de la commune était la suivante :
- Chrétiens orthodoxes, 81,20 %.

## Démographie
Jusqu'en 2002, les statistiques concernant la commune incluent les villages qui s'en sont séparés en 2004.
En 2002, la commune comptait 5 600 Roumains (99,96 %). On comptait à cette date 1 350 ménages et 1 365 logements.
| 2002  | 2007  |
| ----- | ----- |
| 5 602 | 3 819 |

## Économie
L'économie de la commune repose sur l'agriculture, l'élevage et l'exploitation des forêts.

## Communications

### Routes
La commune de Brusturi est située sur la route nationale DN15C qui joint Târgu Neamț à Fălticeni et à la route nationale DN2 (Route européenne 85).

## Lieux et monuments
- Poiana, monastère de la Sainte Croix.